# 연산면 오산리 산신제
연산면 오산리 산신제는 대한민국 충청남도 논산시 연산면 오산리에서 행해지는 산신제이다. 2009년 11월 5일 논산시의 향토문화유산 제39호로 지정되었다.

## 개요
산신제는 우리 민족의 토속 신앙으로 마을의 수호신으로 믿는 산신에게 마을 사람들의 안녕과 풍요를 기원하기 위해 지내는 제례로 고려시대부터 지금까지 내려오는 우리의 전통신앙 풍습이다.